# Aeropedellus baliolus
Aeropedellus baliolus är en insektsart som beskrevs av Leo L. Mishchenko 1951. Aeropedellus baliolus ingår i släktet Aeropedellus och familjen gräshoppor. Inga underarter finns listade i Catalogue of Life.